# 仁徳蕭皇后
仁徳蕭皇后（じんとくしょうこうごう）は、遼（契丹）の聖宗の皇后。小字は菩薩哥。

## 経歴
睿智蕭皇后（聖宗の母）の弟の蕭隗因の娘として生まれた。12歳のとき、美貌と才能により選抜されて掖庭に入った。統和19年（1001年）、斉天皇后に冊立された。皇子2人を生んだが、いずれも早くに亡くなった。開泰5年（1016年）、宮人耨斤（後の欽哀皇后）が耶律只骨（後の興宗）を生むと、皇后が引き取って子として養った。太平11年（1031年）6月、聖宗が病に倒れると、耨斤が「老物の寵また既にあるか」と皇后をののしった。聖宗が死去すると、耨斤が自ら皇太后として立った。耨斤は護衛の馮家奴や耶律喜孫らを使嗾して北府宰相の蕭浞卜や国舅の蕭匹敵が反乱を計画していると誣告させた。取り調べは皇后の身に及び、皇后も罪に連座して上京に流された。
重熙元年（1032年）3月、耨斤は人を派遣して殺害しようとした。使者がやってくると、皇后は「わたしが実は無罪であることは、天下がともに知ることです。卿はわたしが入浴して身を清めるのを待ちなさい。その後に死につきましょう。よろしいか」と言ったので、使者は退いた。こうして皇后は死去した。享年は50。
重熙21年（1052年）、仁徳皇后と追尊された。欽哀皇后とともに慶陵に陪葬された。

## 伝記資料
- 『遼史』巻71 列伝第1